# Lundbräsma
Lundbräsma (Cardamine impatiens) är en växtart i familjen korsblommiga växter. 